# Konkurentnost
Konkurentnost prema definiciji OECD-a označava sposobnost zemlje da u slobodnim i ravnopravnim tržišnim uvjetima proizvede robe i usluge koje prolaze test međunarodnog tržišta, uz istovremeno zadržavanje i dugoročno povećanje realnog dohotka stanovništva.
Omjerom kakvoće i cijene definira se sposobnost uspješnosti u tržišnom natjecanju.
Često se termin rabi opisivanje gubitka konkurentnosti pri situaciji rasta troškova proizvodnje zbog nepovoljnog utjecaja na cijenu ili dobit/ maržu bez poboljšanja kakvoće proizvoda.

## Čimbenici koji utječu na konkurentnost
Konkurentnost ovisi osobito o omjeru kvalitete proizvoda i razini cijene. Postoje brojni faktori za koje se pretpostavlja da imaju neizravan utjecaj na konkurentnost, inovativnost, kvalitetu usluge ili korporativni image proizvođaca.
- Kakvoća proizvoda ili usluga.
- proizvodnost, sposobnost za proizvodnju što više proizvoda ili usluga određene kvalitete. Niži troškovi omogućuju niže cijene.
- Kakvoća usluga odnosi se na sposobnost da zadovoljiti kupce, korisnike ili građana
- Imidž

## Povezeni članci
- konkurencija
- konkurentnost gospodarstva

## Vanjske poveznice
- Nacionalno vijeće za konkurentnost